# Kriminalität in Deutschland

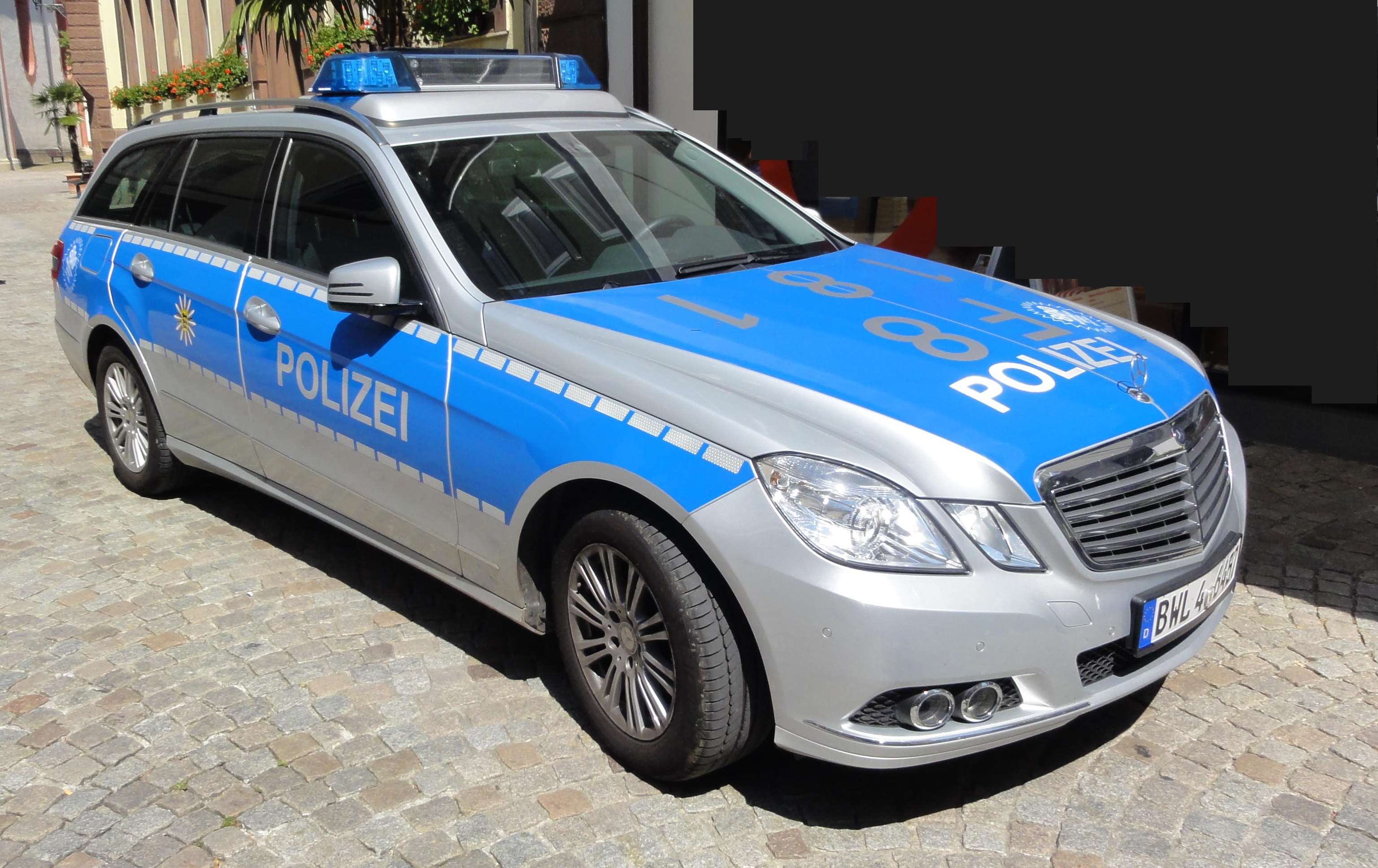
Polizeiauto in Baden-Württemberg (2012)

Der Artikel Kriminalität in Deutschland beschäftigt sich mit dem Phänomen der Kriminalität in Deutschland. Im langfristigen Zeitverlauf hat Deutschland einen erheblichen Kriminalitätsrückgang erlebt, insbesondere bei schweren Straftaten, und zählt zu den sichersten Ländern der Welt. Gleichzeitig verzeichnete die polizeiliche Kriminalstatistik 2023 insgesamt 5,9 Millionen registrierte Straftaten, wobei von einer erheblichen Dunkelziffer ausgegangen werden muss.

## Geschichte

Langfristige Mordrate in Westeuropa

Wie auch andere westeuropäischen Gesellschaften hat Deutschland einen langfristigen Rückgang der schweren Gewaltkriminalität erlebt (speziell von Mord und Totschlag), der sich (mit temporären Rückschlägen) bis auf das Mittelalter zurückverfolgen lässt. In der allgemeinen Kriminalität gab es in Deutschland einen Anstieg ab ca. den 1960er Jahren bis in den 1990er Jahren und danach einen Rückgang. Die Anzahl der Morde erreichte in der (westdeutschen) Bundesrepublik ihren Höhepunkt im Jahr 1982 mit 935 Morden und im wiedervereinigten Deutschland 1993 mit 1468 Morden. Dieser Rückgang wurde in der Kriminalistik mit einer Reihe von sozialen und demografischen Faktoren erklärt, wie z. B. der Bevölkerungsalterung, wobei jedoch auch die Jugendkriminalität tendenziell rückläufig war. Zwischen 2005 und 2019 ging die Zahl der Straftaten um weitere 15 Prozent zurück. Gleichzeitig waren neue Straftaten im Aufschwung bzw. entstanden neu, wie z. B. die Computerkriminalität und durch die zunehmende Globalisierung der Wirtschaft und Gesellschaft stieg die Anzahl der in Deutschland tätigen Gruppen der organisierten internationalen Kriminalität.
Nach einem Tiefpunkt während der COVID-19 stieg die Kriminalität in der postpandemischen Phase an. 2023 lag die Anzahl der registrierten Straftaten gegenüber 2019 um 5,9 % Prozent höher und die Gewaltkriminalität erreichte den höchsten Wert seit 15 Jahren. Begleitet wurde dieser Anstieg von einem Rückgang des Sicherheitsgefühls in der Bevölkerung.

## Kriminalstatistik
2023 kam es zu insgesamt 5.940.667 Fällen von registrierten Straftaten. Davon wurden insgesamt 3.469.752 Fälle aufgeklärt, was einer Aufklärungsquote von 58,4 Prozent entspricht. Insgesamt 1.249.329 Personen wurde als Opfer von Straftaten und 2.246.767 Personen wurden als Tatverdächtige von Straftaten erfasst. 2019 wurden allerdings lediglich 5 Prozent aller Tatverdächtigen zu einer Freiheits- oder Jugendstrafe verurteilt.
Die Anzahl der registrierten Straftaten verteilte sich 2023 und 2022 prozentual wie folgt:
| Kategorie                    | 2023   | 2022   |
| ---------------------------- | ------ | ------ |
| Einfacher Diebstahl          | 19,7 % | 18,5 % |
| Schwerer Diebstahl           | 13,5 % | 13,1 % |
| Betrug                       | 12,7 % | 14,2 % |
| Körperverletzung             | 10,3 % | 10,2 % |
| Sachbeschädigung             | 9,4 %  | 10,1 % |
| Rauschgiftdelikte            | 5,8 %  | 6,1 %  |
| ausländerrechtliche Verstöße | 5,0 %  | 4,0 %  |
| Sexualdelikte                | 2,1 %  | 2,1 %  |
| Straftaten gegen das Leben   | 0,1 %  | 0,1 %  |
| sonstige Straftaten          | 21,4 % | 21,6 % |

Zu bedenken ist dabei, dass die Aussagekraft der polizeilichen Kriminalstatistik durch die Dunkelziffer eingeschränkt wird, da ein großer Teil der verübten Straftaten nicht bei der Polizei angezeigt wird. Eine besonders hohe Dunkelziffer kann bei kleineren Diebstählen und Internetbetrug vermutet werden. Die polizeiliche Kriminalstatistik erfasst auch keine Staatsschutzdelikte, Verkehrsdelikte (mit einigen Ausnahmen), Straftaten, die außerhalb der Bundesrepublik Deutschland begangen wurden, Ordnungswidrigkeiten, Verstöße gegen strafrechtliche Landesgesetze (mit Ausnahmen) und keine Finanz- und Steuerdelikte.

### Entwicklung über Zeit
Die Anzahl der registrierten Straftaten (ohne ausländerrechtliche Verstöße) in Deutschland hat sich seit 2009 wie folgt entwickelt:
| Jahr | Anzahl Straftaten | (auf 100.000 Einwohner) | Aufklärungsquote | Anzahl Gewaltverbrechen | Anzahl Tötungsdelikte (a) |
| ---- | ----------------- | ----------------------- | ---------------- | ----------------------- | ------------------------- |
| 2009 | 5.980.089         | 7.383                   | 55,1 %           | 208.446                 | 3.269                     |
| 2010 | 5.859.125         | 7.163                   | 55,5 %           | 201.243                 | 3.261                     |
| 2011 | 5.912.355         | 7.232                   | 54,1 %           | 197.030                 | 3.135                     |
| 2012 | 5.908.011         | 7.219                   | 53,7 %           | 195.143                 | 3.028                     |
| 2013 | 5.851.107         | 7.266                   | 53,7 %           | 184.847                 | 2.951                     |
| 2014 | 5.925.668         | 7.337                   | 53,7 %           | 180.955                 | 2.962                     |
| 2015 | 5.927.908         | 7.301                   | 53,4 %           | 181.396                 | 2.991                     |
| 2016 | 5.884.815         | 7.161                   | 54,0 %           | 193.542                 | 3.242                     |
| 2017 | 5.582.136         | 6.764                   | 55,7 %           | 188.946                 | 3.227                     |
| 2018 | 5.392.457         | 6.513                   | 56,5 %           | 185.377                 | 3.254                     |
| 2019 | 5.270.782         | 6.349                   | 56,2 %           | 181.054                 | 3.054                     |
| 2020 | 5.163.536         | 6.209                   | 57,2 %           | 176.672                 | 3.289                     |
| 2021 | 4.901.007         | 5.894                   | 57,5 %           | 164.646                 | 2.980                     |
| 2022 | 5.402.755         | 6.491                   | 55,6 %           | 197.002                 | 2.801                     |
| 2023 | 5.641.758         | 6.788                   | 56,3 %           | 214.099                 | 2.858                     |
| 2024 | 5.550.106         | 6.650                   | 55,9 %           | 217.277                 | 2.822                     |

Auch bei der Betrachtung der registrierten Kriminalität gibt es einige wichtige Einflussfaktoren zu berücksichtigen. So hängt die Anzahl der registrierten Delikte über einen längeren Zeitraum von Veränderungen im Anzeigeverhalten ab. Bei einer erhöhten öffentlichen Sensibilisierung (z. B. bei sexuellem Missbrauch) kann die Fallzahl steigen, ohne dass ein Delikt tatsächlich häufiger auftritt. Auch Gesetzesänderungen oder Änderungen in der Erfassung von Straftaten kann die Statistik verzerren.

### Alternative Kriminalitätsmessung
Eine Alternative zu der offiziellen Kriminalstatistik sind deshalb Dunkelfeld- und Viktimisierungsstudien, welche auf repräsentativen Bevölkerungsumfragen beruhen und die Inzidenz verschiedener Straftaten unter Berücksichtigung der Dunkelziffer messen können. Im Folgenden sind die Ergebnisse der deutschen Viktimisierungsbefragungen 2012 und 2017 angegeben:
| Straftat                              | Häufigkeit (in % der Bevölkerung) | Häufigkeit (in % der Bevölkerung) | Anzeigequote (in % aller Vorfälle) | Anzeigequote (in % aller Vorfälle) |
| Straftat                              | 2017                              | 2012                              | 2017                               | 2012                               |
| ------------------------------------- | --------------------------------- | --------------------------------- | ---------------------------------- | ---------------------------------- |
| Waren- und Dienstleistungsbetrug      | 4,7 %                             | 4,6 %                             | 11,1 %                             | 8,8 %                              |
| Schadsoftware                         | 4,5 %                             | …                                 | 5,1 %                              | …                                  |
| Fahrraddiebstahl                      | 2,9 %                             | 3,5 %                             | 56,0 %                             | 50,8 %                             |
| Persönlicher Diebstahl                | 3,1 %                             | 2,9 %                             | 42,3 %                             | 37,5 %                             |
| Körperverletzung                      | 3,0 %                             | 2,7 %                             | 36,6 %                             | 32,9 %                             |
| Versuchter Wohnungseinbruchdiebstahl  | 1,4 %                             | 0,9 %                             | 58,5 %                             | 57,8 %                             |
| Raub                                  | 1,0 %                             | 0,7 %                             | 33,6 %                             | 32,0 %                             |
| Phishing                              | 0,8 %                             | …                                 | 10,5 %                             | …                                  |
| Zahlungskartenmissbrauch              | 0,6 %                             | 0,5 %                             | 53,3 %                             | 40,7 %                             |
| Vollendeter Wohnungseinbruchdiebstahl | 0,5 %                             | 0,5 %                             | 85,1 %                             | 72,5 %                             |
| Diebstahl eines Kraftwagens           | 0,1 %                             | 0,1 %                             | 100 %                              | 98,7 %                             |

## Organisierte Kriminalität in Deutschland
Im Organized Crime Index der NGO Global Initiative Against Transnational Organized Crime erreichte Deutschland 2023 Rang 80 unter 193 Ländern. Insbesondere der Menschen- und Sexhandel ist ein großes Problem in Deutschland. Von Transparency International wurde Deutschland auch als „Geldwäscheparadies“ bezeichnet, mit Aktivitäten in Milliardenhöhe. Zahlreiche Gruppen der Organisierten Kriminalität sind in Deutschland tätig.

### Rockerbanden
Verschiedene Rockerbanden wie die Hells Angels oder die Bandidos sollen in Deutschland in die organisierte Kriminalität verwickelt sein. Diese in den USA entstandenen Motorradgangs eröffneten in den 1970er erste Chapter in Deutschland, welche in einigen Fällen in die organisierte Kriminalität verwickelt wurden. Rockergruppen bilden abgeschlossene Subkulturen, deren Mitglieder häufig eine erhöhte Gewaltbereitschaft aufweisen. Typische Betätigungsfelder von Rockerbanden bilden das Rotlichtmilieu, Sicherheitsdienste, Nachtclubs und andere Veranstaltungen. Diese legalen und halblegalen Aktivitäten gehen bei einigen Motorradclubs nahtlos in illegale Aktivitäten wie Drogen- und Waffenhandel, Menschenhandel, Zwangsprostitution und Schutzgelderpressung über. Typische Delike bilden dabei Raub, Körperverletzung oder Sexualverbrechen.
In Deutschland waren 2021 600 Ortsgruppen und circa 7000 Mitglieder von polizeilich relevanten Rockergruppen gemeldet, darunter Hells Angels, Bandidos, Outlaws MC und Gremium MC. Der Schwerpunkt der Rockeraktivitäten liegt im Westen und Süden Deutschlands. Bei Revierkämpfen zwischen diesen Gruppen kam es immer wieder zu schweren Straftaten, darunter auch Morden. Als Gegenmaßnahme gegen die Rockerkriminalität wurde den Mitgliedern von Rockergruppen verboten, ihre Abzeichen offen zu tragen („Kuttenverbot“). 2021 verbot das Innenministerium die Bandidos und ihre Untergruppen in Deutschland vollständig.

### Italienische Mafia
Die italienische Mafia konnte durch die Einwanderung von mit der Mafia verbundenen Italienern ab den 1970er Jahren in Deutschland Wurzeln schlagen. Mehrere Mafia-Gruppen sind in Deutschland aktiv, darunter die kalabrische ’Ndrangheta, die sizilianische Cosa Nostra und die Stidda, die neapolitanische Camorra und die apulische OK (darunter die Sacra Corona Unita). Es wird geschätzt, dass die Mafia in Deutschland über mehr als 1000 Mitglieder verfügt. Die ’Ndrangheta soll dabei die stärkste Mafia-Organisation in Deutschland sein. Hochburgen der Mafia-Aktivitäten sind die Bundesländer Baden-Württemberg, Bayern, Hessen und Nordrhein-Westfalen.
Die Mafia kontrolliert in Deutschland Geschäfte, Restaurants und Eisdielen und besitzt zahlreiche Immobilien. Deutschland soll für italienische Kriminelle zu einem Zentrum für Geldwäsche geworden sein, was laut Berichten auch durch das Wegschauen der Politik und laxe Gesetzgebung begünstigt worden sein soll. Die Geldwäscheaktivitäten der Mafia in Deutschland sollen laut Schätzungen von 2022 ein Volumen von über 100 Milliarden Euro haben. Darüber hinaus betätigt sich die italienische Mafia in Bereichen Menschenhandel und Prostitution, Drogenhandel, Schutzgelderpressung, Falschungskriminalität, Bestechung, illegaler Müllentsorgung und illegalem Lebensmittelhandel. Gewinne werden dann über legale Gewerbe wie Bau, Restaurants, Hotels und Lebensmittelhandel gewaschen.

### Türkische Banden
Türkische Verbrecherbanden sind in ganz Deutschland in den Bereichen Erpressung, Betrug, Raub, Waffen- und Drogenhandel, Prostitution und weiteren Betätigungsfeldern aktiv und verfügen oft über Verbindungen zur türkischen Mafia in der Heimat. Oftmals können diese Banden auch mit politischen Gruppen aus ihrem Heimatland in Verbindung gebracht werden, wie z. B. den Grauen Wölfen bei rechtsgerichteten Türken und Dev Sol für linksgerichtete Türken. Laut dem Jahresbericht zur organisierten Kriminalität 2013 gibt es in Deutschland über 60 türkische und türkisch-kurdische Banden, die kriminell aktiv sind. Knapp ein Zehntel der im Bereich der organisierten Kriminalität verhafteten Personen sind türkische Staatsbürger, der zweite Rang hinter deutschen Staatsbürgern. Bei Drogengeschäften arbeiteten türkische Gruppen in der Vergangenheit auch mit der italienischen ’Ndrangheta zusammen.
2016 wurde über die türkisch-nationalistische Rockerbande Osmanen Germania berichtet, die etablierte Rockergruppen herausforderte. Diese soll Gelder vom türkischen Mafiaboss Sedat Peker (der in Deutschland aufwuchs) erhalten haben, angeblich im Auftrag der AKP von Recep Tayyip Erdoğan. 2018 wurden die Osmanen Germania wegen Gewalttaten, Erpressung und Zwangsprostitution von Bundesinnenminister Horst Seehofer verboten.

### Arabische Clans
In jüngerer Zeit hat die Kriminalität von Großfamilien aus dem arabischen Raum unter dem Begriff Clan-Kriminalität wachsende Aufmerksamkeit erhalten, so z. B. durch spektakuläre Taten wie den Dresdner Juwelendiebstahl 2019. Bei Clan-Kriminalität handelt es sich um „Straftaten durch Angehörige ethnisch abgeschotteter Subkulturen“, die „von verwandtschaftlichen Beziehungen, einer gemeinsamen ethnischen Herkunft und einem hohen Maß an Abschottung der Täter“ geprägt ist, verbunden mit der Ablehnung der deutschen Werte- und Rechtsordnung. Die meisten Clans gehören der Volksgruppe der Mhallami an und wanderten zwischen den 1970er und 1990er Jahren aus der Türkei, dem Libanon, Syrien und dem Irak ein, wobei ihre Integration in die deutschen Gesellschaft auch aufgrund der Erschwerung von Beschäftigung und Selbstständigkeit scheiterte. In Deutschland sollen diese Clans über ein Personenpotenzial von 200.000 Menschen verfügen, von denen allerdings nur ein kleiner Teil kriminell ist, wobei es sich jedoch häufig um Intensivtäter handelt. Zu den Hochburgen dieser Clans gehören Berlin, Bremen, Niedersachsen und Nordrhein-Westfalen. Allein in Nordrhein-Westfalen sind 50 Clans aktiv und polizeibekannt. Zu den deutschlandweit bekannten Familien gehören die Abou-Chakers, die Miris, die Remmos, die Al-Zeins und die Fakhros.
Die Aktivitäten der Clans verbinden legale, halblegale und illegale Tätigkeiten. Dazu gehört u. a. Rauschgifthandel, Raub, Erpressung, Sozialbetrug, Prostitution, Glückspiel, Sportwetten, Sicherheitsdienstleistungen, Gastronomie und Immobiliengeschäfte, wobei häufig Shisha-Bars als Zentren für Sozialisierung und Geldwäsche dienen. Über illegale Hawala-Transaktionen werden Summen aus den Gewinnen an Familienangehörige in die Heimat überwiesen. Die Clans verfügen auch über enge Beziehungen zur deutschen Rap- und Rockerszene. Es wurde auch über Versuche, deutsche Ämter und Verwaltungen zu unterwandern, berichtet. 2024 wurde ein Spitzel des Miri-Clans in der Antigeldwäschebehörde des Bundesfinanzministeriums enttarnt.

### Russisch-eurasische Gruppen
Als russisch-eurasische organisierte Kriminalität werden kriminelle Gruppen aus der ehemaligen Sowjetunion bezeichnet. Diese rekrutieren sich hauptsächlich aus schlecht integrierten Russlanddeutschen und ehemaligen Sowjetbürgern. Knapp 40.000 in Deutschland lebende Personen sollen mit den Dieben im Gesetz in Verbindung stehen und 2016 waren knapp ein Zehntel aller Häftlinge in Deutschland russischsprachig oder russischer Ethnie. Die russische Mafia soll in den Bereichen Drogen- und Menschenhandel, Steuerhinterziehung, Schutzgeld, Prostitution, Autodiebstahl und Dokumentenfälschung tätig sein. Die russische Mafia mitsamt der mit ihr verbundenen Oligarchen hat Deutschland auch zur Geldwäsche benutzt.
In westeuropäischen Ländern wie Deutschland und Österreich gelangte die georgische Mafia in den 2010er Jahren in die öffentlichen Schlagzeilen. Sie soll hier eine große Zahl an organisierten Einbrüchen verübt haben. Mit Stand ca. 2015 sollen georgische Banden 100 Millionen Euro pro Jahr in Deutschland erbeuten, wobei die meisten Kriminellen über Asylanträge ins Land gelangten.
Auch die tschetschenische Mafia ist zunehmend in Deutschland aktiv. Der russische Geheimdienst FSB soll ab 2013 verstärkt Kriminelle aus Tschetschenien nach Deutschland gelockt haben, um die Bundesrepublik zu destabilisieren und sich eigener Probleme zu entledigen. 2013 wurden 13.000 Asylanträge von Tschetschenen gestellt. In Berlin sollen Tschetschenen gegenüber etablierten arabischen Clans an „Marktanteilen“ gewonnen haben, wobei tschetschenische Kriminelle als besonders gewaltbereit gelten.

### Balkan-Mafia
Verbrecherbanden aus den Ländern des ehemaligen Jugoslawiens (Serbien, Slowenien, Kroatien, Montenegro, Nordmazedonien, Kosovo, Bosnien und Herzegowina) sowie aus Albanien sind in Deutschland sehr aktiv. Die Aktivitäten dieser kriminellen Netzwerke lassen sich bis auf die 1960er Jahre zurückverfolgen, als zahlreiche Gastarbeiter aus diesen Ländern nach Deutschland kamen. So stieg der jugoslawische Amateurboxer Ljubomir Magaš zum „Paten von Frankfurt und Offenbach“ auf, bevor er 1986 vor dem Landgericht Frankfurt am Main von einem Rivalen erschossen wurde. Auch Željko Ražnatović (Arkan) verübte u. a. in Deutschland Überfälle, bevor er später in den Jugoslawienkriegen kämpfte und später entscheidend am Aufbau der modernen serbischen Mafia beteiligt war.
Für kriminelle Netzwerke aus dem Westbalkan ist Deutschland weiterhin ein lukrativer Markt, so im Drogenhandel, Zigarettenschmuggel und weiteren Tätigkeitsfeldern, wo diese Gruppierungen sehr aktiv sind. Bandenangehörige vom Westbalkan gelten als sehr gewaltbereit und verfügen über einen großen familiären Zusammenhalt. Durch die Kriege auf dem Balkan verfügen sie über große Waffenlager und sind entsprechend gut bewaffnet.

### Mocro-Mafia
Die aus den Niederlanden stammende Mocro-Mafia soll sich bis 2024 laut Presseberichten nach Westdeutschland ausgebreitet haben und wurde mit Bombenanschlägen in Köln und Düsseldorf in Verbindung gebracht. Beginnend mit dem Export von Cannabis expandierte die Mocro-Mafia später in den noch deutlich lukrativeren Handel mit Kokain und Heroin. In Nordrhein-Westfalen soll sie dabei mit etablierten arabischen Clans zusammengestoßen sein, wobei es allerdings auch zur Zusammenarbeit mit Gruppen in Deutschland gekommen sein soll. Die Mocro-Mafia gilt als skrupellos und soll für Entführungen, Folter und Auftragsmorde verantwortlich sein.

### Ostasiatische Gruppen
In Deutschland sind kriminelle Gruppen aus Ostasien tätig, darunter vietnamesische Banden, chinesische Triaden und die japanischen Yakuza. Besonders vietnamesische Gruppen konnten sich in den 1990er Jahren in Berlin und den neuen Ländern ausbreiten, wo sie für einige brutale Morde verantwortlich waren. Als Spezialgebiet dieser Gruppen gilt Glückspiel, Schutzgelderpressung von gewerbetreibenden Landsleuten, Prostitution und der Zigarettenschmuggel. Auch der Menschenschmuggel ist für diese Gruppen eine lukratives Betätigungsfeld. Viele der eingeschleusten Menschen müssen als billige Arbeitskräfte über Jahre in asiatischen Restaurants arbeiten, Frauen häufig in Bordellen. Die Gewinne werden häufig über Vietnam- oder China-Restaurants gewaschen. Ostasiatische Gruppen weisen eine hohe innere Geschlossenheit auf und sind für die deutschen Sicherheitsbehörden nur schwer zu infiltrieren, auch da sie alle Verräter ermorden lassen.

## Demografische Einflussfaktoren
Soziale und demografische Faktoren beeinflussen das Risiko, in Deutschland straffällig zu werden. So sind jüngere Menschen und Männer häufiger Täter von Straftaten. Laut dem World Prison Brief waren 2023 lediglich 5,9 % aller Gefängnisinsassen in Deutschland Frauen. Eine größere männliche Neigung zur Kriminalität ist ein weltweit nahezu universell feststellbarer Trend.
Die Altersgruppe der Heranwachsenden (18 bis unter 21 Jahre) weist die höchste Rate an Straftaten auf, danach nimmt die Häufigkeit der Straffälligkeit kontinuierlich ab. Straftaten, die typischerweise von Erwachsenen in ihren 30ern und 40ern begangen werden, etwa Wirtschafts- oder Umweltkriminalität, Drogen-, Waffen- und Menschenhandel und andere Formen der organisierten Kriminalität, sind allerdings häufig schwerwiegender als die von Jugendlichen und jungen Menschen.
Ähnliche Beobachtungen lassen sich beim Risiko feststellen, Opfer von Straftaten zu werden. So sind ältere Menschen und Frauen (mit Ausnahme von Sexualdelikten) statistisch seltener Opfer von Straftaten.

### Nationalität und Kriminalität in Deutschland
Seit der verstärkten Immigration nach Deutschland ab den 1960er Jahren ist der Zusammenhang zwischen Migration und Kriminalität Gegenstand anhaltender gesellschaftlicher und politischer Debatten. In der polizeilichen Kriminalstatistik wird in der Erfassung von Tätern von Straftaten zwischen Deutschen und Nichtdeutschen unterschieden. Nichtdeutsche sind dabei Personen ausländischer Staatsangehörigkeit und Staatenlose sowie Personen mit ungeklärter Staatsangehörigkeit oder fehlenden Angaben zur Staatsangehörigkeit. Unter den Nichtdeutschen wird auch die Gruppe der „Zuwanderer“ erfasst, dabei handelt es sich um Personen, die den Kategorien „Asylbewerber“, „Schutz- und Asylberechtigte, Kontingentflüchtlinge“, „Duldung“ und „sonstiger erlaubter Aufenthalt“ angehören. Ein etwaiger Migrationshintergrund wird dagegen nicht in der Kriminalstatistik erfasst.
Der Anteil der nichtdeutschen Tatverdächtigen ist in den letzten Jahren konstant angestiegen. Er lag 2009 bei 19,2 Prozent und stieg bis 2023 auf 34,4 Prozent, wenn ausländerrechtliche Verstöße herausgerechnet werden. Der Ausländeranteil an der Gesamtbevölkerung von Deutschland lag 2022 bei knapp 22 Prozent. Zu den Delikten mit hohen Anteilen nichtdeutscher Tatverdächtiger zählten 2019: Straftaten gegen das Aufenthalts-, das Asyl- und das Freizügigkeitsgesetz (99,2 %), Urkundenfälschung (57,1 %), schwerer Diebstahl (42,5 %), Raubdelikte (39,7 %), Tötungsdelikte (39,7 %), einfacher Diebstahl (37,2 %) sowie Vergewaltigung und sexuelle Nötigung (36,8 %). In den Bereichen Betäubungsmitteldelikten (27,1 %), Straftaten gegen die persönliche Freiheit (27,7 %) und Sachbeschädigung (21,0 %) lag ihr Anteil unter dem an allen Straftaten, jedoch über dem bzw. gleichauf mit ihrem Anteil an der Gesamtbevölkerung. Besonders die Zuwanderer nach 2015/16 waren bei Allgemeinkriminalität überrepräsentiert, welche knapp ein Zehntel der Straftaten verübten, was ihren Anteil an der Bevölkerung um ein mehrfaches übersteigt. Dies ging größtenteils auf junge Männer aus den Maghreb-Staaten sowie aus Syrien, Irak und Afghanistan zurück.
Unter den Gefängnisinsassen lag der Ausländeranteil 2024 bei knapp 37 %. Der Ausländeranteil in den Strafvollzugsanstalten weist eine steigende Tendenz auf. So überstieg dieser z. B. in Baden-Württemberg 2024 erstmals über der Marke von 50 %.
Bei der statistischen Überrepräsentation von Migranten in der Kriminalitätsstatistik muss eine Reihe von Faktoren berücksichtigt werden. So lebt diese Gruppe überdurchschnittlich häufig in Armut und unter sozial prekären Bedingungen, was ein Risikofaktor für Kriminalität ist. Auch unterscheidet sie sich demografisch und ist im Schnitt jünger und lebt häufiger in städtischen Gebieten und sozialen Brennpunkten. Ein weiterer Faktor sind traumatisierende Gewalterfahrungen von zahlreichen Flüchtlingen aus Kriegsgebieten, die einen weiteren Risikofaktor darstellen. Diese Tatsachen erschweren deshalb einen validen Vergleich.

#### Kriminalität gegen Ausländer
Unter allen Opfern von Straftaten in Deutschland besaßen 2023 knapp 24,8 % keine deutsche Staatsangehörigkeit, von denen wiederum knapp ein Fünftel Zuwanderer waren. In der Opferstatistik sind Ausländer damit gegenüber ihrem Anteil an der Gesamtbevölkerung leicht überrepräsentiert. In Deutschland wurden seit 1990 tausende fremdenfeindliche Straftaten gegen Nichtdeutsche und Personen mit Migrationshintergrund verübt, darunter Morde und Terroranschläge.

## Regionale und geografische Einflüsse
Die Kriminalitätsrate ist in Deutschland in städtischen Regionen höher als auf dem Land. Laut der offiziellen Kriminalstatistik ist die Kriminalitätsrate in Städten mit über 500.000 Einwohnern am höchsten und in Gemeinden unter 20.000 Einwohner am niedrigsten, ein Verhältnis, der auch über Zeit relativ stabil geblieben ist. Zentren krimineller Aktivitäten (insbesondere des organisierten Verbrechens) sind in Deutschland große Städte und Metropolregionen wie das Rhein-Main-Gebiet, das Ruhrgebiet, der Raum Köln/Bonn, Hamburg, Berlin, Bremen, Stuttgart, München und Hannover. Bei der Anzahl der Straftaten pro Kopf war 2021 die Stadt Frankfurt am Main führend, gefolgt von Berlin, Hannover, Köln und Bremen.
Unterschiede zwischen der Kriminalitätsrate von Bundesländern, Regionen und Städten können auch an Unterschieden bei der lokalen Polizeiarbeit liegen, trotz Bemühungen hinsichtlich einer standardisierten und lückenlosen Erfassung. Der Viktimisierungssurvey 2017, beruhend auf repräsentativen Umfragen, bestätigt die offiziellen Statistiken allerdings weitgehend. Demzufolge weisen die Stadtstaaten Berlin, Bremen und Hamburg sowie das urbane Nordrhein-Westfalen die höchste Prävalenz von Kriminalitätsopfern auf, während Ostdeutschland und Schleswig-Holstein die niedrigsten Werte aufweisen. Die süddeutschen Bundesländer liegen dagegen in der Mitte.
| Land                   | 2000   | 2010   | 2020   | 2023   |
| ---------------------- | ------ | ------ | ------ | ------ |
| Baden-Württemberg      | 5.389  | 5.324  | 4.852  | 5.272  |
| Bayern                 | 5.620  | 4.958  | 4.528  | 4.873  |
| Berlin                 | 16.447 | 13.798 | 13.739 | 14.292 |
| Brandenburg            | 9.849  | 8.135  | 6.461  | 7.238  |
| Bremen                 | 13.996 | 13.463 | 11.872 | 14.180 |
| Hamburg                | 16.675 | 12.669 | 11.018 | 12.380 |
| Hessen                 | 6.936  | 6.629  | 5.446  | 6.220  |
| Mecklenburg-Vorpommern | 10.200 | 7.842  | 6.587  | 6.852  |
| Niedersachsen          | 7.146  | 7.347  | 6.219  | 6.796  |
| Nordrhein-Westfalen    | 7.377  | 8.073  | 6.774  | 7.789  |
| Rheinland-Pfalz        | 6.703  | 6.974  | 5.626  | 6.154  |
| Saarland               | 6.000  | 7.030  | 6.931  | 7.269  |
| Sachsen                | 7.815  | 6.972  | 6.694  | 7.254  |
| Sachsen-Anhalt         | 9.327  | 8.028  | 8.106  | 8.864  |
| Schleswig-Holstein     | 8.864  | 7.822  | 5.990  | 6.646  |
| Thüringen              | 6.367  | 6.136  | 6.653  | 7.074  |
| Deutschland            | 7.625  | 7.253  | 6.386  | 7.042  |